# Alexander Kastman
Alexander Kastman, född 1 oktober 1723 i Kalmar, död 28 december 1782 i Lund, var en svensk kopparstickare, tecknare, akademieritmästare, målare och fil. mag.
Han var son till handlaren i Kalmar Eric Kastman och Augusta Johanna Eichwürzel och gift med Catarina Beata Sommar. Kastman skrevs in som student vid Uppsala universitet 1743 och vistades i Uppsala i tio års tid innan han återvände till Kalmar där han försörjde sig genom att ge ritlektioner till officerare och kadetter vid fortifikationen. Han flyttade till Lund omkring 1754 där han i konkurrens med Sommar och Christian Holst utsågs till akademieritmästare vid Lunds universitet utan lön. Först efter tolv års anställning fick han full lön och för att klara sin försörjning tvingades han att leva på privata uppdrag. Under sin tid i Uppsala studerade han för akademieritmästaren Philip Jacob Thelott och när han insjuknade övertog Kastman hans sysslor. På Thelotts rekommendation kom Kastman att utföra illustrationsuppdrag åt Carl von Linné och Johan Ihre. I Lund utförde han kopparsticket över domkyrkan i Sommelius avhandling de Templo Catedrali Lundensi och 16 stycken konceptritningar över skånska herrgårdar och kyrkor som numera förvaras vid Kungliga biblioteket i Stockholm samt ett porträtt av biskop Rydelius. Han blev 1761 fil. mag. vid Greifswald och kallade sig därefter för philosophiæ et graphices magister. Graden var emellertid köpt och den enda gång Kastman lämnade Lund var sommaren 1758 då han målade en altartavla i Kalmar Slottskyrka. Han är begraven i Lunds domkyrka.